# بخش بتون
بخش بتون (به فرانسوی: Arrondissement de Béthune) یک بخش در فرانسه است که در پا-دو-کاله واقع شده‌است.